# Scalla FM
Scalla FM foi uma estação de rádio paulistana pertencente a Rede Mundial de Comunicações que operou entre os anos de 1996 a 2008 nas frequências 92,5 MHz de São Paulo, e também no interior paulista pelas frequências 95,7 MHz de Jundiaí, 102,1 MHz de Arujá e 100,5 MHz de Sorocaba.
Desde que passou a ser administrada pela Rede Mundial de Comunicações, a Scalla FM teve um histórico intermitente no dial paulistano, sem conseguir se firmar continuamente no ar e passando por diferentes frequências, como 102,1 MHz (ocupada atualmente pela Adore Mais FM), 100,5 MHz (voltada para a Top FM em Sorocaba), 95,7 MHz (ocupada atualmente pela Rádio Vibe Mundial FM) e 92,5 MHz (ocupada atualmente pela Kiss FM).
Sua última passagem pela cidade de São Paulo ocorreu no ano de 2008. Na ocasião, o encerramento de seu projeto artístico em 92,5 MHz abriu espaço para o início das transmissões do projeto MIT FM. Entre 2011 e 2013, teve breves passagens pelo litoral paulista através de afiliação com a empresa Sistema Maior de Comunicação Ltda. de Cubatão na frequência 102.9 MHz, sintonia restrita ao município sede de sua concessão. Após ajustes técnicos sua cobertura foi ampliada para cidades da Baixada Santista, devido a mudança de sua classe de operação de B1 para A3, tendo o seu contorno protegido ampliado de 16,5 Km para 30 Km, ou seja, abrangendo com um sinal local todas as cidades da Região Metropolitana da Baixada Santista. 
No interior paulista, sua última passagem ocorreu em meados de 2015 na cidade de Sumaré, região de Campinas em 96.7 MHz, atual Rádio Terra. 

## Histórico
O nome e o formato de programação da emissora foram inspirados na extinta Scala FM de São Paulo (Rádio Diário do Grande ABC S.A.), emissora que operava na frequência 99,3 MHz e que foi adquirida pela Igreja Universal do Reino de Deus em dezembro de 1995, pouco antes da morte de seu fundador Edson Danillo Dotto.
Em sua tentativa de reedição, sob a batuta da Rede Mundial de Comunicações, a estação jamais conseguiu estabilidade no dial paulistano, tampouco operou em uma frequência fixa de FM.
Sintonizada em 102,1 MHz no começo da década de 2000, cedeu a frequência para a Kiss FM em 2001. Foi transferida para a frequência 100,5 MHz, mas acabou saindo do ar em poucos meses. Em meados de 2002, migrou para 92,5 MHz, antiga Rádio Marconi , onde permaneceu até 2008, quando deixou definitivamente o dial paulistano, cedendo lugar a MIT FM. Desde então, a marca está ausente do mercado radiofônico da Grande São Paulo.
Em julho de 2009, a Rede Mundial de Comunicações retoma o projeto artístico da Scalla FM após obter permissão para explorar serviço de radiodifusão sonora em 102,9 MHz na cidade de Junqueirópolis, tendo conseguido posteriormente ampliar a autorização para o município de Cubatão , com alcance restrito para a Baixada Santista. Em 2012, o projeto da Scalla FM é descontinuado dando lugar a marca Kiss FM. Atualmente, a frequência 102.9 MHz transmite a programação da Mais FM. 
A Scalla FM também chegou a ser transmitida para a região de Sumaré